# Museu Aeroespacial
O Museu Aeroespacial - MUSAL é o maior e mais importante museu de aviação do Brasil . Localizado no Campo dos Afonsos, berço da aviação brasileira, na cidade do Rio de Janeiro, foi inaugurado em 18 de outubro de 1976. Está subordinado ao Instituto Histórico-Cultural da Aeronáutica (INCAER) desde 1986.
Seu acervo é constituído por diversas aeronaves, motores, armas e objetos vinculados a história da Aeronáutica e da aviação brasileira, além de ampla documentação histórica. Em exposição permanente, encontram-se cerca de oitenta aeronaves, incluindo uma réplica fiel do 14 Bis, o primeiro aparelho mais pesado que o ar construído por Santos Dumont. Possui ainda doze salas expositivas temáticas e um hangar de restauração.

## História

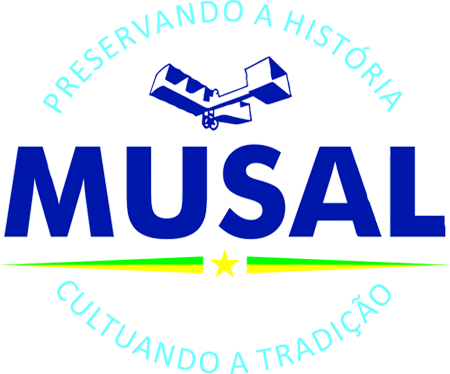
Logomarca, a instituição também tem um brasão próprio.

A ideia de um Museu Aeronáutico data de 1943, quando Salgado Filho, então Ministro da Aeronáutica, determinou sua organização, sendo o trabalho inicial e posteriores tentativas interrompidos por falta de local disponível.

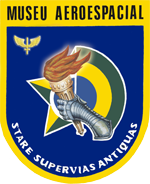
Emblema.

Trinta anos depois, atendendo à exposição de motivos de Araripe Macedo, então Ministro da Aeronáutica, o Presidente Emílio Garrastazu Médici criou o Núcleo do Museu Aeroespacial em 31 de julho de 1973, através do Decreto nº 72.553. Em janeiro do ano seguinte iniciaram-se os trabalhos de restauração do prédio e hangares (antiga "Divisão de Instrução de Vôo" da Escola de Aeronáutica), simultaneamente à coleta de acervo, restauração de aviões, motores, armas e outras peças de valor histórico.
Inaugurado em 18 de outubro de 1976, o Museu Aeroespacial tem como objetivo principal, preservar e divulgar o material aeronáutico e documentos históricos para as futuras gerações. Situado no Campo dos Afonsos, conhecido como o "Berço da Aviação Brasileira", o Museu Aeroespacial recebe o apoio administrativo da Universidade da Força Aérea (UNIFA) e do Grupamento de Apoio dos Afonsos (GAP-AF)..

## Acervo

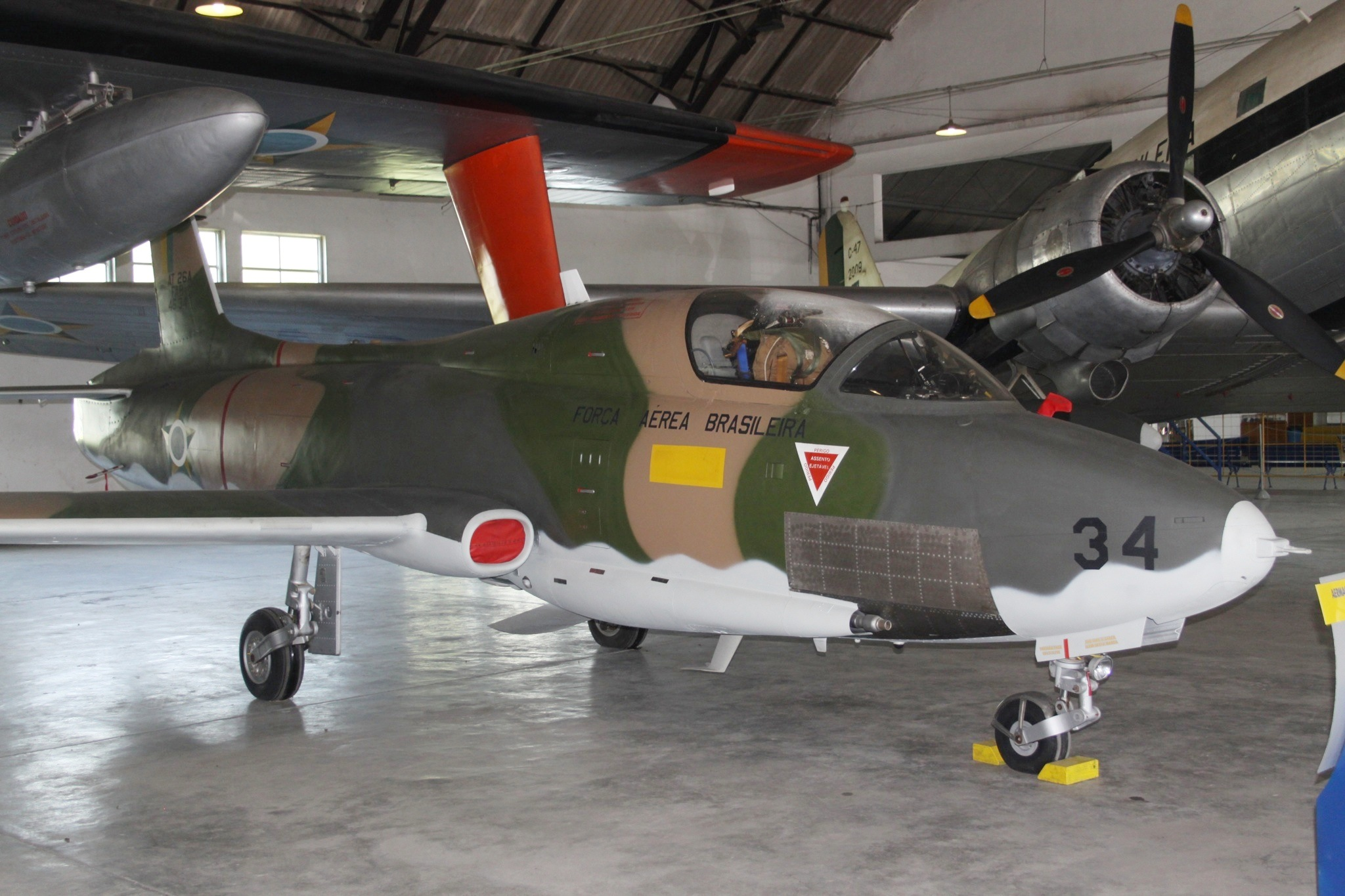
EMB-326 Xavante da FAB no Musal

Criado originalmente para preservar a memória da Força Aérea Brasileira, o museu possui em seu acervo as principais aeronaves já operadas pela FAB, bem como pela Aviação Naval Brasileira e pela Aviação do Exército Brasileiro, que a precederam. Preserva atualmente não só a aviação militar, mas o próprio desenvolvimento da aviação e da indústria aeronáutica brasileiras. Possui um acervo bibliográfico com cerca de cinco mil obras, além de um importante arquivo histórico, contendo documentos, fotografias, negativos e filmes. Uma das atrações é o coração preservado de Santos Dumont, exposto na sala localizada no segundo andar do museu.[carece de fontes?]
O visitante também poderá conhecer o Programa Espacial Brasileiro, originado de esforços da FAB na exposição "Primórdios da Aviação Brasileira". Através de programas de intercâmbio, o museu tem recebido doações de aeronaves nunca operadas no Brasil, mas de grande relevância, colocando o museu no roteiro museológico militar internacional.
Em 2012 o acervo recebeu mais cinco aeronaves: um AT 26 Xavante 4462, primeiro da FAB, construído em 1971, um AT-26A Impala, um U7 Seneca, um rebocador G-19 Ipanema, um Boeing 737-200 FAB VC 96, que transportou oito presidentes da República, e uma cabine do simulador de voo do F-5E Tiger II.

## Salas Temáticas
- Exposição Esquadrilha da Fumaça
- Sala de Armas
- Sala das Velhas Garças
- Exposição A FAB na Guerra
- Sala SAR
- Exposição Santos Dumont
- Exposição A Mulher na Aviação
- Salas de exposições de curtas duração atualmente ou exposições temporárias

## Eventos
O museu participa de vários eventos durante o ano. Na sua programação anual constam quatro grandes eventos como a Semana Nacional de Museus, Primavera de Museus, Aniversário de Santos Dumont e MUSAL Air Show. Shows aéreos podem ser acompanhados durante os quatro eventos e contam com a participação de unidades da Força Aérea, Marinha, do Exército e particulares, tanto em exposição estática, quanto realizando apresentações. Milhares de pessoas se reúnem para assistir acrobacias aéreas realizadas por diferentes aeronaves. O ponto alto da festa é a apresentação da Esquadrilha da Fumaça.[carece de fontes?]